# 身体均整法学園
身体均整法学園（しんたいきんせいほうがくえん）は、東京都豊島区にある、身体均整師（ボディデザイナー）を養成する私立の整体学校。
一般社団法人身体均整師会が運営。

## 沿革
- 1951年（昭和26年） - 身体均整法創始者亀井進が愛媛県松山市に身体均整法学園の前身あたる「身体均整協会」を設立。
- 1976年（昭和51年） - 東京都目黒区に「医療専門課程 姿勢保健均整専門学校」を設立。
- 1978年（昭和53年） - 「身体均整協会」の名称を「姿勢保健均整師会」に変更。
- 1990年（平成02年） - 「姿勢保健均整専門学校」が分離。
- 1991年（平成03年） - 「姿勢保健均整専門学校」に代わる教育機関として「均整師認定講習会」を設立。東京校を清瀬市に開講。
- 1992年（平成04年） - 「均整師認定講習会」の名称を「身体均整師養成講座」に変更、主催者を「身体均整法学園」とする。東京校が杉並区高円寺に移転。
- 1999年（平成11年） - 身体均整師養成講座を法人化、「有限会社身体均整協会身体均整法学園」となる。東京校を豊島区池袋に移転。
- 2000年（平成12年） - 夜間部１年コース新設。
- 2003年（平成15年） - 中間法人法に基づく法人化が総会で承認され、6月18日付で「有限責任中間法人身体均整師会」が発足。それに伴い「有限会社身体均整協会身体均整法学園」を「有限会社均整法教育舎」と商号変更。
- 2005年（平成17年） - 大阪校開校。
- 2008年（平成20年） - 一般社団法人法施行により｢有限責任中間法人身体均整師会｣は｢一般社団法人身体均整師会｣と名称を変更。同時に身体均整師養成講座を主催してきた｢有限会社均整法教育舎｣を清算し、｢一般社団法人身体均整師会付属身体均整法学園｣として吸収合併。

## 設置コース
- 昼間部２年コース（隔週土・日曜日開講）
- 夜間部１年コース（毎週月・火・木・金曜日開講）※東京校のみ

## 取得できる民間資格
- 身体均整師（ボディデザイナー）